# Filterstraße 10 (Stralsund)

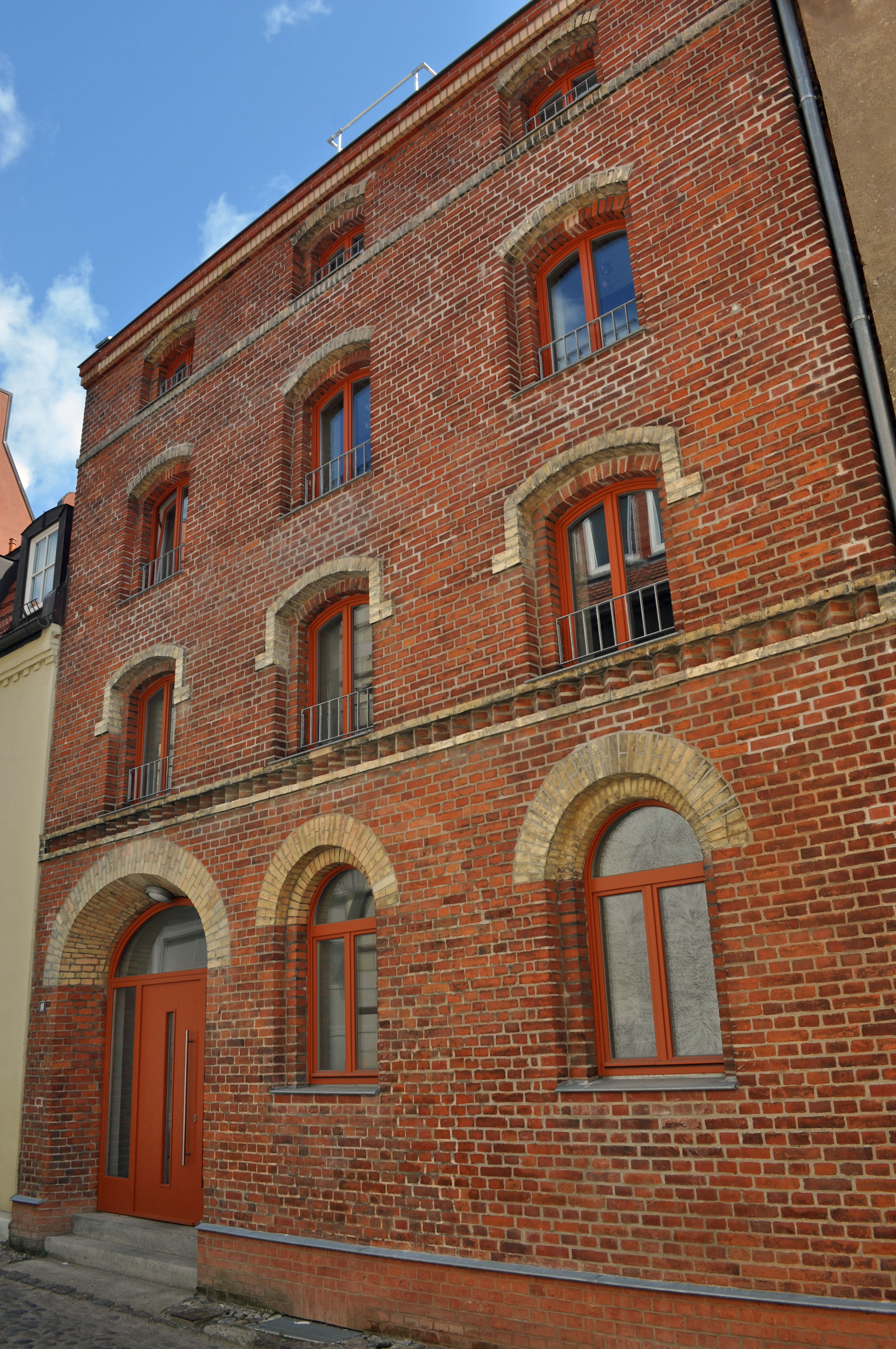
Das Haus Filterstraße 10 in Stralsund (2012)

Das Gebäude mit der postalischen Adresse Filterstraße 10 ist ein wegen seiner Fassaden denkmalgeschütztes Bauwerk in der Filterstraße in Stralsund.
Der dreieinhalbgeschossige Backsteinbau wurde im dritten Viertel des 19. Jahrhunderts errichtet.
Im Jahr 1906 wurde die korbbogige Toreinfahrt verändert. Die beiden Fenster daneben sind rundbogig gestaltet, die Fenster in den Obergeschossen stichbogig.
Das Haus liegt im Kerngebiet des von der UNESCO als Weltkulturerbe anerkannten Stadtgebietes des Kulturgutes „Historische Altstädte Stralsund und Wismar“. In die Liste der Baudenkmale in Stralsund ist es mit der Nummer 193 eingetragen.
Das Gebäude wurde ursprünglich als Speicher genutzt.